# ميغيل أنخيل نييتو
ميغيل أنخيل نييتو (بالإسبانية: Miguel Ángel Nieto de la Calle)‏، من مواليد 12 يناير 1986 في مدريد في إسبانيا، لاعب كرة قدم إسباني.
بدأ مسيرته الكروية مع الفريق الثالث في ريال مدريد في عام 2004، ولعب معهم حتى عام 2007، وشارك معهم في 48 مباراة وسجل 8 أهداف، وفي عام 2007 انتقل إلى رديف ريال مدريد.

## روابط خارجية
- ميغيل أنخيل نييتو على موقع قاعدة بيانات كرة القدم.إي يو (الإنجليزية)
- ميغيل أنخيل نييتو على موقع Soccerbase.com (لاعب) (الإنجليزية)
- ميغيل أنخيل نييتو على موقع Soccerway.com (الإنجليزية)
- ميغيل أنخيل نييتو على موقع AS.com (الإسبانية)